# De Buitenpepers ('s-Hertogenbosch)
De Buitenpepers is een woonwijk in de stad 's-Hertogenbosch, in de Nederlandse provincie Noord-Brabant. De wijk ligt ten westen van de A2. De straten hebben geen namen, maar zijn genummerd; van Eerste Buitenpepers tot en met de Achtste Buitenpepers. Deze straten (met uitzondering van de Vijfde-, Zesde- en Zevende Buitenpepers) liggen aan een centrale dreef: Buitenpepersdreef, welke verbonden is aan de westkant met de Rompertsebaan (net als de Vijfde- en Zesde Buitenpepers) en aan de oostkant met de Bruistensingel. De Zevende Buitenpepers is als enige slechts bereikbaar via de Zevenhontseweg aan de noordkant. Aan de zuidkant ligt de Zandzuigerstraat, maar is niet verbonden aan de Buitenpepers vanwege een gracht. De gemeente 's-Hertogenbosch heeft De Buitenpepers ingedeeld bij het stadsdeel Noord.

## Aangrenzende wijken
| Aangrenzende wijken | Aangrenzende wijken | Aangrenzende wijken | Aangrenzende wijken | Aangrenzende wijken |
| ------------------- | ------------------- | ------------------- | ------------------- | ------------------- |
| Orthen              |                     | De Slagen           |                     |                     |
|                     |                     |                     |                     |                     |
|                     | De Herven           |                     |                     |                     |
|                     |                     |                     |                     |                     |
|                     |                     |                     |                     |                     |